# Serge Andreoni
Pour les articles homonymes, voir Andreoni.
Serge Andreoni, né le 15 mars 1940 à Marseille, est un homme politique français.

## Biographie
Né à Marseille et d'origine corse, médecin du travail de formation, il est ancien maire de Berre-l'Étang non-encarté et fait son entrée au Sénat lors des élections sénatoriales de 2008. Réélu maire de Berre-l'Étang lors des élections municipales de mars 2014, il n'est pas candidat lors des sénatoriales de septembre suivant. En octobre 2011 il a été mis en examen pour « complicité de trafic d'influence » dans le cadre de l'affaire Guérini.

## Intercommunalité
- Président du Groupement d'intérêt public pour la réhabilitation de l'étang de Berre
- Président du Syndicat d'aménagement du Bassin de l'arc[4]

## Autres fonctions locales
- Président de la mission Locale Est Etang de Berre

## Anciens mandats
- Conseiller général des Bouches-du-Rhône pour le canton de Berre-l'Étang de 2004 à 2008
- Conseiller régional de Provence-Alpes-Cotes-d'Azur